# Laurier Lévesque
Pour les articles homonymes, voir Lévesque.
Laurier Lévesque (1929-2005) est un enseignant, un agent d'assurances et un homme politique canadien.

## Biographie
Laurier Lévesque est né le 13 octobre 1929 à Saint-Jacques, désormais un quartier d'Edmundston, au Nouveau-Brunswick dans la province du Canada. Son père est Bélonie Lévesque et sa mère est Marie Thiveault. Il étudie au Collège Saint-Joseph de Memramcook. Il épouse Carmen Dupere le 31 juillet 1956.
Il est député de Madawaska à l'Assemblée législative du Nouveau-Brunswick de 1960 à 1974 en tant que libéral.
Il est membre de la Chambre de commerce d'Edmundston, du Club Richelieu et du Club Lions.
Il est décède en septembre 2005 à l'âge de 75 ans dans la même ville, de la même province et du même pays.